# Selección femenina de voleibol del Perú
La selección femenina de voleibol del Perú es el equipo representativo del país en las competiciones oficiales de voleibol. Su organización está a cargo de la Federación Peruana de Voleibol. Participa en los torneos organizados por la Confederación Sudamericana de Voleibol, así como en los de la Federación Internacional de Voleibol.
Actualmente, se encuentra bajo la dirección técnica del brasileño Antonio Rizola. Hasta la fecha ha participado en siete ediciones de los Juegos Olímpicos, siendo su mejor resultado la medalla de plata obtenida en 1988, en doce ediciones del Campeonato Mundial de Voleibol, siendo su mejor resultado el segundo puesto obtenido en 1982, mientras que, a nivel regional, ha sido campeona del Campeonato Sudamericano de Voleibol en doce oportunidades. Fue campeona de Juegos Sudamericanos en 2 oportunidades, alcanzando el primer lugar en el medallero histórico de dicho torneo.

## Historia

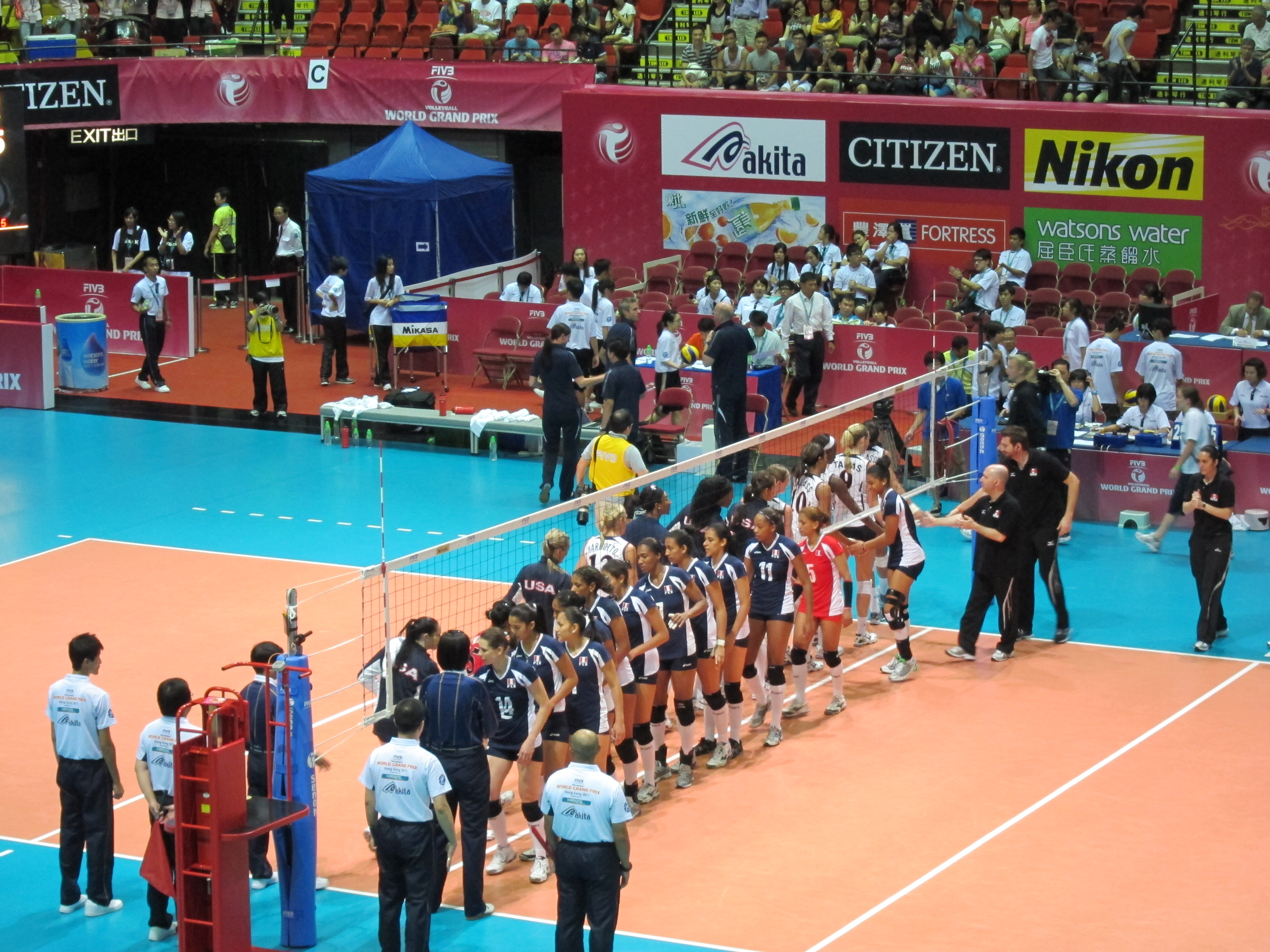
2011 FIVB World Grand Prix

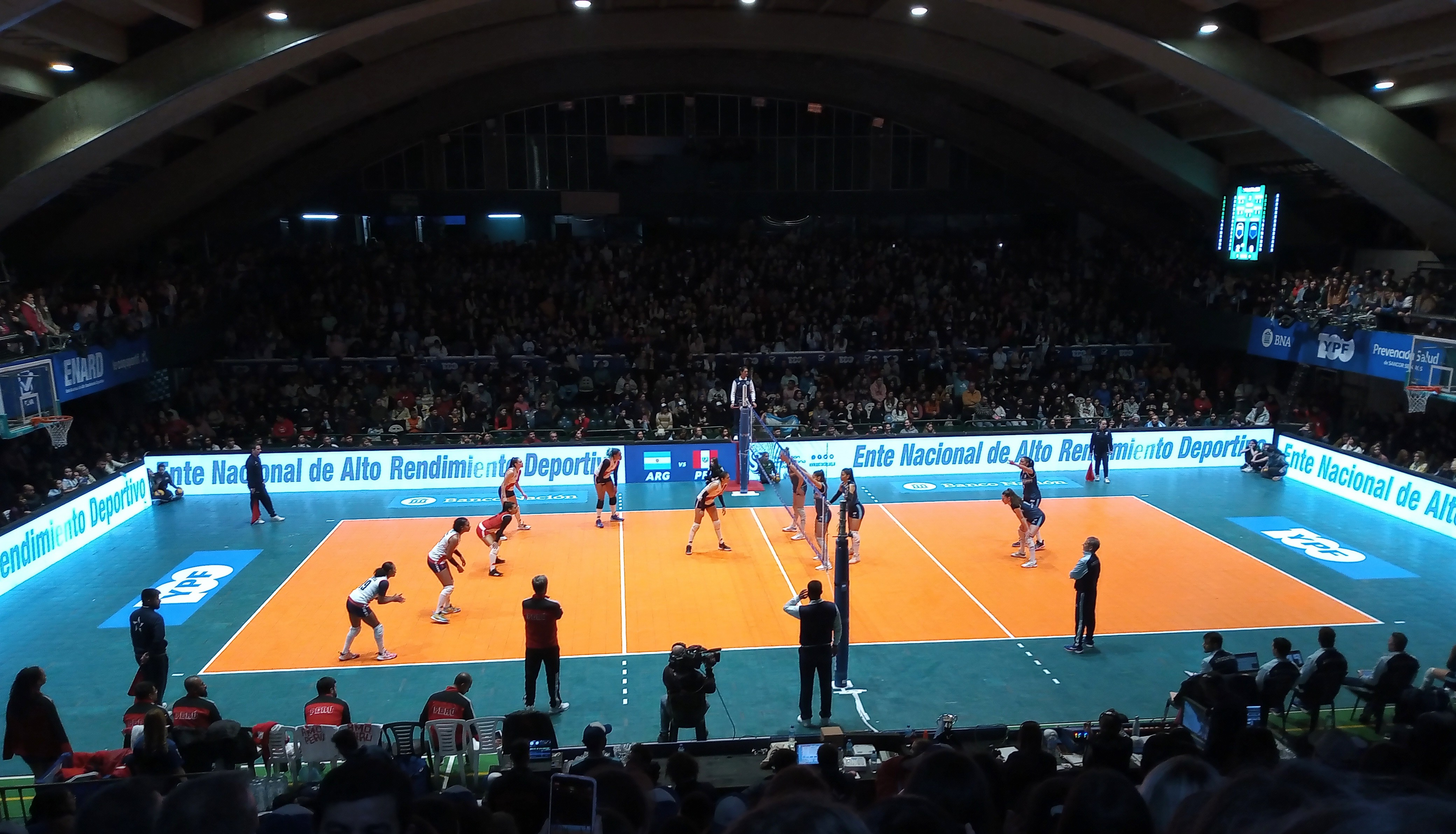
La selección femenina de Perú enfrentando a su par de Argentina en un partido amistoso en 2022.

La introducción del voleibol en sudamericana se produce en Perú en 1910 con contratación por parte del gobierno del presidente Augusto B. Leguía a los educadores estadounidenses Joseph Lockey y Joseph McKnight. El 24 de febrero del 1942 se funda la Federación Peruana de Voleibol. Obtiene su primer título sudamericano en el campeonato de Buenos Aires en 1964. Llegó a su mayor esplendor en los años 1980 con la obtención del subcampeonato en Campeonato del Mundo de 1982 y la medalla de plata en los Juegos Olímpicos de Seúl 88 luego de ser vencido 3-2 por la selección de la Unión Soviética.
Cayó en declive a inicios del siglo XXI cuando la selección fue suspendida de participar en competencias oficiales. En 2010 fue subcampeón de la Copa Panamericana realizada en México. 
El 14 de octubre del 2022, Selección Peruana de Vóley ganó la Medalla de Oro en los XII Juegos Suramericanos de Asunción 2022 ganándole a la Selección Argentina 3-2, volviendo a ser campeonas sudamericanas tras 40 años y convirtiéndose en campeonas en el medallero histórico de Odesur con 2 medallas doradas desde inicio de los Juegos en 1975, frente a 1 tanto de Brasil como de Argentina.

### Selección sub-17
En febrero del 2024, la FIVB designó a Lima-Perú como sede del Mundial de Vóley Femenino Sub 17 que realizará el 17 al 24 de agosto de 2024, la 1ª de la historia en esta categoría.
Competirán 16 selecciones de Perú (anfitrión), Argentina, Brasil, Canadá, China, China Taipei, Croacia, Ecuador, Egipto, Italia, Japón, México, Puerto Rico, República Dominicana, Tailandia, Turquía.
La Selección Peruana de Vóley Sub-17 venció a campeonas de Sudamérica, Argentina en los 8ºs de Final de dicho torneo por 3 sets a 2 el 20 de agosto del 2024, clasificando a 4ºs de Final. El 23 de agosto del 2024, Perú venció a Turquía por 3 sets a 1 ubicándose entre las 6 mejores selecciones del mundo, tras 38 años.
La selección peruana de vóley sub 17 consiguió la Medalla de Plata en la 1ª Copa Panamericana de la categoría, llegando invictas a la final que perdió ante Puerto Rico en Guatemala el 2 de junio del 2024.

## Historial

### Juegos Olímpicos
Medallas:
- Medallas de oro: 0
- Medallas de plata: 1
- Medallas de bronce: 0

| Juegos Olímpicos | Juegos Olímpicos | Juegos Olímpicos | Juegos Olímpicos | Juegos Olímpicos | Juegos Olímpicos |
| ---------------- | ---------------- | ---------------- | ---------------- | ---------------- | ---------------- |
| 1964:            | No clasificó     | 1968:            | 4.º puesto       | 1972:            | No clasificó     |
| 1976:            | 7.º puesto       | 1980:            | 6.º puesto       | 1984:            | 4.º puesto       |
| 1988:            | 2.º puesto       | 1992:            | No clasificó     | 1996:            | 11.º puesto      |
| 2000:            | 11.º puesto      | 2004:            | No clasificó     | 2008:            | No clasificó     |
| 2012:            | No clasificó     | 2016:            | No clasificó     | 2020:            | No clasificó     |
| 2024:            | No clasificó     |                  |                  |                  |                  |

### Campeonato Mundial
Medallas:
- Medallas de oro: 0
- Medallas de plata: 1
- Medallas de bronce: 1

| Campeonato Mundial de Voleibol | Campeonato Mundial de Voleibol | Campeonato Mundial de Voleibol | Campeonato Mundial de Voleibol | Campeonato Mundial de Voleibol | Campeonato Mundial de Voleibol |
| ------------------------------ | ------------------------------ | ------------------------------ | ------------------------------ | ------------------------------ | ------------------------------ |
| 1952:                          | No participó                   | 1956:                          | No clasificó                   | 1960:                          | 7.º puesto                     |
| 1962:                          | No clasificó                   | 1967:                          | 4.º puesto                     | 1970:                          | 15.º puesto                    |
| 1974:                          | 8.º puesto                     | 1978:                          | 10.º puesto                    | 1982:                          | 2.º puesto                     |
| 1986:                          | 3.º puesto                     | 1990:                          | 6.º puesto                     | 1994:                          | 15.º puesto                    |
| 1998:                          | 10.º puesto                    | 2002:                          | No clasificó                   | 2006:                          | 17.º puesto                    |
| 2010:                          | 15.º puesto                    | 2014:                          | No clasificó                   | 2018:                          | No clasificó                   |
| 2022:                          | No clasificó                   | 2025:                          | No clasificó                   |                                |                                |

### Copa del Mundo
Medallas:
- Medallas de oro: 0
- Medallas de plata: 0
- Medallas de bronce: 0

| Copa Mundial de Voleibol | Copa Mundial de Voleibol | Copa Mundial de Voleibol | Copa Mundial de Voleibol | Copa Mundial de Voleibol | Copa Mundial de Voleibol |
| ------------------------ | ------------------------ | ------------------------ | ------------------------ | ------------------------ | ------------------------ |
| 1973:                    | 4.º puesto               | 1977:                    | 5.º puesto               | 1981:                    | No clasificó             |
| 1985:                    | 5.º puesto               | 1989:                    | 5.º puesto               | 1991:                    | 5.º puesto               |
| 1995:                    | 10.º puesto              | 1999:                    | 10.º puesto              | 2003:                    | No clasificó*            |
| 2007:                    | 11.º puesto              | 2011:                    | No clasificó             | 2015:                    | 11.º puesto              |
| 2019:                    | No clasificó             | 2025:                    | Clasificó                |                          |                          |

### Grand Prix de Voleibol
Medallas:
- Medallas de oro: 0
- Medallas de plata: 0
- Medallas de bronce: 0

| Grand Prix de Voleibol | Grand Prix de Voleibol | Grand Prix de Voleibol | Grand Prix de Voleibol | Grand Prix de Voleibol | Grand Prix de Voleibol |
| ---------------------- | ---------------------- | ---------------------- | ---------------------- | ---------------------- | ---------------------- |
| 1993:                  | No clasificó           | 1994:                  | 11.er puesto           | 1995:                  | No clasificó           |
| 1996:                  | No clasificó           | 1997:                  | No clasificó           | 1998:                  | No clasificó           |
| 1999:                  | No clasificó           | 2000:                  | No clasificó           | 2001:                  | No clasificó           |
| 2002:                  | No clasificó           | 2003:                  | No clasificó           | 2004:                  | No clasificó           |
| 2005:                  | No clasificó           | 2006:                  | No clasificó           | 2007:                  | No clasificó           |
| 2008:                  | No clasificó           | 2009:                  | No clasificó           | 2010:                  | No clasificó           |
| 2011:                  | 16.º puesto            | 2012:                  | No clasificó           | 2013:                  | No clasificó           |
| 2014:                  | 18.º puesto            | 2015:                  | 22.º puesto            | 2016:                  | 23.º puesto            |
| 2017:                  | 21.º puesto            |                        |                        |                        |                        |

### Liga de Naciones
Medallas:
- Medallas de oro: 0
- Medallas de plata: 0
- Medallas de bronce: 0

| Liga de Naciones | Liga de Naciones | Liga de Naciones | Liga de Naciones | Liga de Naciones | Liga de Naciones |
| ---------------- | ---------------- | ---------------- | ---------------- | ---------------- | ---------------- |
| 2018:            | No clasificó     | 2019:            | No clasificó     | 2021:            | No clasificó     |
| 2022:            | No clasificó     | 2023:            | No clasificó     | 2024:            | No clasificó     |
| 2025:            |                  |                  |                  |                  |                  |

### Copa Panamericana
Medallas:
- Medallas de oro: 1
- Medallas de plata: 1
- Medallas de bronce: 0
- 2024: 10.º puesto

### Juegos Panamericanos
Medallas:
- Medallas de oro: 0
- Medallas de plata: 5
- Medallas de bronce: 3

| Juegos Panamericanos | Juegos Panamericanos | Juegos Panamericanos | Juegos Panamericanos | Juegos Panamericanos | Juegos Panamericanos |  |
| -------------------- | -------------------- | -------------------- | -------------------- | -------------------- | -------------------- |  |
| 1955:                | No clasificó         | 1959:                | 3.º puesto           | 1963:                | 4.º puesto           |  |
| 1967:                | 2.º puesto           | 1971:                | 2.º puesto           | 1975:                | 2.º puesto           |  |
| 1979:                | 2.º puesto           | 1983:                | 3.º puesto           | 1987:                | 2.º puesto           |  |
| 1991:                | 3.º puesto           | 1995:                | 5.º puesto           | 1999:                | 6.º puesto           |  |
| 2003:                | 7.º puesto           | 2007:                | 4.º puesto           | 2011:                | 6.º puesto           |  |
| 2015:                | 7.º puesto           | 2019:                | 6.º puesto           | 2023:                | No clasificó         |  |

### Campeonato Sudamericano
Medallas:
- Medallas de oro: 12
- Medallas de plata: 11
- Medallas de bronce: 9

| Campeonato Sudamericano de Voleibol Femenino | Campeonato Sudamericano de Voleibol Femenino | Campeonato Sudamericano de Voleibol Femenino | Campeonato Sudamericano de Voleibol Femenino | Campeonato Sudamericano de Voleibol Femenino | Campeonato Sudamericano de Voleibol Femenino |
| -------------------------------------------- | -------------------------------------------- | -------------------------------------------- | -------------------------------------------- | -------------------------------------------- | -------------------------------------------- |
| 1951:                                        | 3.º puesto                                   | 1956:                                        | 3.º puesto                                   | 1958:                                        | 2.º puesto                                   |
| 1961:                                        | 2.º puesto                                   | 1962:                                        | 2.º puesto                                   | 1964:                                        | 1.º puesto                                   |
| 1967:                                        | 1.º puesto                                   | 1969:                                        | 2.º puesto                                   | 1971:                                        | 1.º puesto                                   |
| 1973:                                        | 1.º puesto                                   | 1975:                                        | 1.º puesto                                   | 1977:                                        | 1.º puesto                                   |
| 1979:                                        | 1.º puesto                                   | 1981:                                        | 2.º puesto                                   | 1983:                                        | 1.º puesto                                   |
| 1985:                                        | 1.º puesto                                   | 1987:                                        | 1.º puesto                                   | 1989:                                        | 1.º puesto                                   |
| 1991:                                        | 2.º puesto                                   | 1993:                                        | 1.º puesto                                   | 1995:                                        | 2.º puesto                                   |
| 1997:                                        | 2.º puesto                                   | 1999:                                        | 3.º puesto                                   | 2001:                                        | No participó                                 |
| 2003:                                        | 3.º puesto                                   | 2005:                                        | 2.º puesto                                   | 2007:                                        | 2.º puesto                                   |
| 2009:                                        | 3.º puesto                                   | 2011:                                        | 3.º puesto                                   | 2013:                                        | 3.º puesto                                   |
| 2015:                                        | 2.º puesto                                   | 2017:                                        | 3.º puesto                                   | 2019:                                        | 3.º puesto                                   |
| 2021:                                        | 4.º puesto                                   | 2023:                                        | 5.º puesto                                   |                                              |                                              |

### Juegos Suramericanos
| Juegos Suramericanos | Juegos Suramericanos | Juegos Suramericanos | Juegos Suramericanos | Juegos Suramericanos | Juegos Suramericanos |
| -------------------- | -------------------- | -------------------- | -------------------- | -------------------- | -------------------- |
| 1982:                | 1.º puesto           | 2010:                | 3.º puesto           | 2014:                | 4.º puesto           |
| 2018:                | 3.º puesto           | 2022:                | 1.º puesto           |                      |                      |

### Medallero
| Competición                                          |    |    |    | Total |
| ---------------------------------------------------- | -- | -- | -- | ----- |
| Juegos Olímpicos                                     | 0  | 1  | 0  | 1     |
| Campeonato Mundial de Voleibol Femenino              | 0  | 1  | 1  | 2     |
| Juegos Panamericanos                                 | 0  | 5  | 3  | 8     |
| Copa Panamericana de Voleibol Femenino               | 0  | 1  | 0  | 1     |
| Campeonato Sudamericano de Voleibol Femenino         | 12 | 11 | 10 | 33    |
| Juegos Suramericanos                                 | 2  | 0  | 2  | 4     |
| Juegos Bolivarianos                                  | 10 | 1  | 1  | 12    |
| Copa Final Four de Voleibol Femenino                 | 0  | 1  | 0  | 1     |
| Copa Panamericana de Voleibol Femenino Sub-23        | 0  | 1  | 0  | 1     |
| Juegos Panamericanos Júnior                          | 0  | 1  | 0  | 1     |
| Campeonato Sudamericano de Voleibol Femenino Sub-22  | 0  | 0  | 2  | 2     |
| Juegos Olímpicos de la Juventud                      | 0  | 0  | 1  | 1     |
| Campeonato Mundial de Voleibol Femenino Sub-20       | 0  | 1  | 1  | 2     |
| Copa Panamericana de Voleibol Femenino Sub-20        | 1  | 0  | 1  | 2     |
| Campeonato Sudamericano de Voleibol Femenino Juvenil | 4  | 9  | 7  | 20    |
| Copa Panamericana de Voleibol Femenino Sub-18        | 1  | 0  | 0  | 1     |
| Copa Panamericana de Voleibol Femenino Sub-17        | 0  | 1  | 0  | 1     |
| Campeonato Sudamericano de Voleibol Femenino Sub-18  | 3  | 9  | 7  | 19    |
| Campeonato Sudamericano de Voleibol Femenino Sub-16  | 1  | 3  | 1  | 5     |
| Total                                                | 34 | 46 | 36 | 116   |

## Palmarés

### Torneos oficiales
| Competición internacional                            |                                                                             |                                                                       |                                                                 |
| ---------------------------------------------------- | --------------------------------------------------------------------------- | --------------------------------------------------------------------- | --------------------------------------------------------------- |
| Juegos Olímpicos                                     |                                                                             | 1 (1988)                                                              |                                                                 |
| Campeonato Mundial de Voleibol Femenino              |                                                                             | 1 (1982)                                                              | 1 (1986)                                                        |
| Juegos Panamericanos                                 |                                                                             | 5 (1967, 1971, 1975, 1979, 1987)                                      | 3 (1959, 1983, 1991)                                            |
| Copa Panamericana de Voleibol Femenino               |                                                                             | 1 (2010)                                                              |                                                                 |
| Campeonato Sudamericano de Voleibol Femenino         | 12 (1964, 1967, 1971, 1973, 1975, 1977, 1979, 1983, 1985, 1987, 1989, 1993) | 11 (1958, 1961, 1962, 1969, 1981, 1991, 1995, 1997, 2005, 2007, 2015) | 10 (1951, 1956, 1999, 2003, 2009, 2011, 2013, 2017, 2019, 2024) |
| Juegos Suramericanos                                 | 2 (1982, 2022)                                                              |                                                                       | 2 (2010, 2018)                                                  |
| Juegos Bolivarianos                                  | 10 (1965, 1973, 1977, 1981, 1985, 1993, 1997, 2005, 2009, 2013)             | 1 (2017)                                                              | 1 (2022)                                                        |
| Copa Final Four de Voleibol Femenino                 |                                                                             | 1 (2010)                                                              |                                                                 |
| Copa Panamericana de Voleibol Femenino Sub-23        |                                                                             | 1 (2018)                                                              |                                                                 |
| Juegos Panamericanos Júnior                          |                                                                             | 1 (2021)                                                              |                                                                 |
| Juegos Olímpicos de la Juventud                      |                                                                             |                                                                       | 1 (2010)                                                        |
| Campeonato Mundial de Voleibol Femenino Sub-20       |                                                                             | 1 (1981)                                                              |                                                                 |
| Copa Panamericana de Voleibol Femenino Sub-20        | 1 (2011)                                                                    |                                                                       | 1 (2019)                                                        |
| Campeonato Sudamericano de Voleibol Femenino Juvenil | 4 (1980, 1982, 1986, 1988)                                                  | 9 (1972, 1974, 1976, 1978, 1984, 1990, 2010, 2012, 2014)              | 8 (1992, 1994, 1996, 1998, 2008, 2016, 2018, 2024)              |
| Copa Panamericana de Voleibol Femenino Sub-18        | 1 (2019)                                                                    |                                                                       |                                                                 |
| Copa Panamericana de Voleibol Femenino Sub-17        |                                                                             | 1 (2024)                                                              |                                                                 |
| Campeonato Sudamericano de Voleibol Femenino Sub-18  | 3 (1978, 1980, 2012)                                                        | 9 (1982, 1984, 1986, 1988, 1994, 2006, 2008, 2016, 2018)              | 7 (1990, 1992, 1996, 1998, 2000, 2010, 2014)                    |
| Campeonato Sudamericano de Voleibol Femenino Sub-16  | 1 (2015)                                                                    | 3 (2011, 2017, 2019)                                                  | 2 (2013,2023)                                                   |

### Torneos amistosos
| Competición internacional        |                      |                      |          |
| -------------------------------- | -------------------- | -------------------- | -------- |
| Copa Japón                       | 1 (1987)             |                      |          |
| Copa Liberación (Checoslovaquia) |                      | 1 (1988)             |          |
| Copa Latina                      | 3 (2010, 2011, 2015) | 1 (2009)             | 1 (2012) |
| Copa Federación                  |                      |                      | 1 (2012) |
| Copa Presidente de la República  |                      | 2 (2009, 2010)       |          |
| Copa Unique                      |                      | 3 (2010, 2012, 2013) | 1 (2011) |
| Copa Movistar                    |                      |                      | 1 (2011) |

## Jugadoras

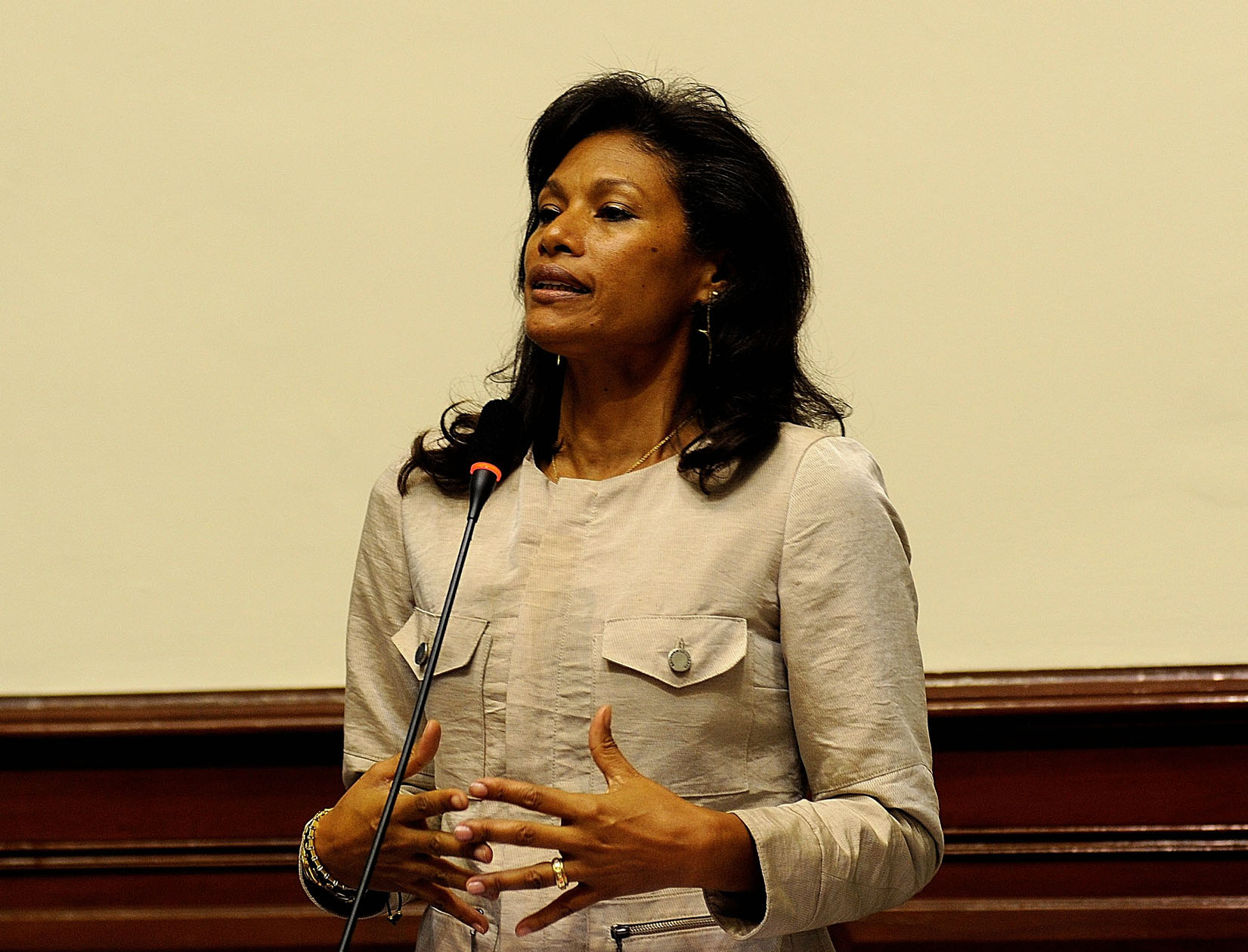
Cecilia Tait. Considerada la mejor jugadora del torneo de los Juegos Olímpicos de Seúl 88.

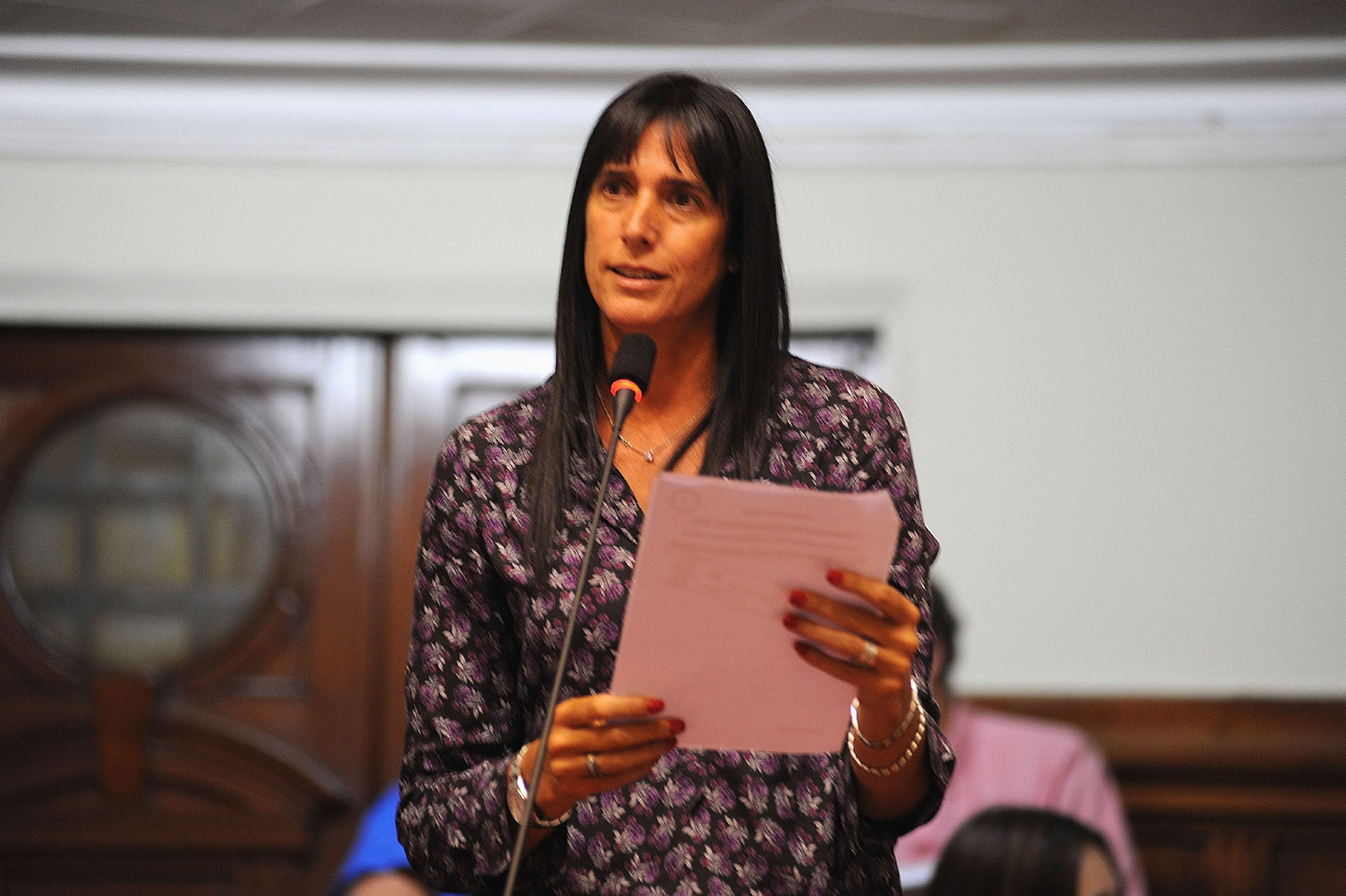
Gabriela Pérez del Solar. Nombrada como la mejor bloqueadora del torneo de Copa del Mundo de 1985 y 1991.

Las jugadoras peruanas con más presencias en los Juegos Olímpicos son Natalia Málaga y Rosa García con 4 torneos jugados (1980, 1984, 1988 y 2000), siendo medallistas de plata en Seúl 1988. La atacante Cecilia Tait fue considerada como la Jugador Más Valiosa (MVP) en Seúl 1988.

### Escuadras olímpicas
- Juegos Olímpicos 1968 — 4.º lugar[37]
Olga Asato, Irma Cordero, Luisa Fuentes, Esperanza Jiménez, Teresa Nuñez, Ana María Ramírez, Aída Reyna, Alicia Sánchez y Norma Velarde. Entrenador: Akira Kato (JAP)

- Juegos Olímpicos 1976 — 7.º lugar[38]
Gabriela Cárdenas, Ana Cecilia Carrillo, María Cervera, Irma Cordero, Delia Córdova, Cecilia del Risco, Luisa Fuentes, Mercedes González, Luisa Merea, Teresa Nuñez, María Ostolaza y Silvia Quevedo. Entrenador: Man Bok Park

- Juegos Olímpicos 1980 — 6.º lugar[39]
Gaby Cárdeñas, Ana Cecilia Carrillo, Raquel Chumpitaz, María del Risco, Denisse Fajardo, Rosa García, Aurora Heredia, Silvia León, Natalia Málaga, Carmen Pimentel, Cecilia Tait y Gina Torrealva Entrenador: Man Bok Park

- Juegos Olímpicos 1984 — 4.º lugar
Luisa Cervera, Ana Chaparro, Cecilia del Risco, Denisse Fajardo, Miriam Gallardo, Rosa García, Sonia Heredia, Natalia Málaga, Gabriela Pérez del Solar, Carmen Pimentel, Cecilia Tait y Gina Torrealva. Entrenador: Man Bok Park

- Juegos Olímpicos 1988 —  Medalla de plata
Luisa Cervera, Alejandra de la Guerra, Denisse Fajardo, Miriam Gallardo, Rosa García, Sonia Heredia, Katherine Horny, Natalia Málaga, Gabriela Pérez del Solar, Cecilia Tait, Gina Torrealva y Cenaida Uribe. Entrenador: Man Bok Park

- Juegos Olímpicos 1996 — 11.º lugar
Luren Baylón, Milagros Camere, Leyla Chihuán, Milagros Contreras, Yolanda Delgado, Iris Falcón, Sara Joya, Sandra Rodríguez, Milagros Moy, Paola Ramos, Marjorie Vilchez y Yulissa Zamudio.  Entrenador: Park Jong-Dug.

- Juegos Olímpicos 2000 — 11.º lugar
Fiorella Aita, Milagros Camere, Leyla Chihuán, Iris Falcón, Rosa García, Elena Keldibekova, Natalia Málaga, Milagros Moy, Diana Soto, Milagros Uceda, Janet Vasconzuelo y Yulissa Zamudio.  Entrenador: Man Bok Park

### Últimas convocatorias
La siguiente lista es el cuadro de la preselección peruana de voleibol femenino del Perú actualizada hasta la convocatoria de mayo de 2025.

## Entrenadores

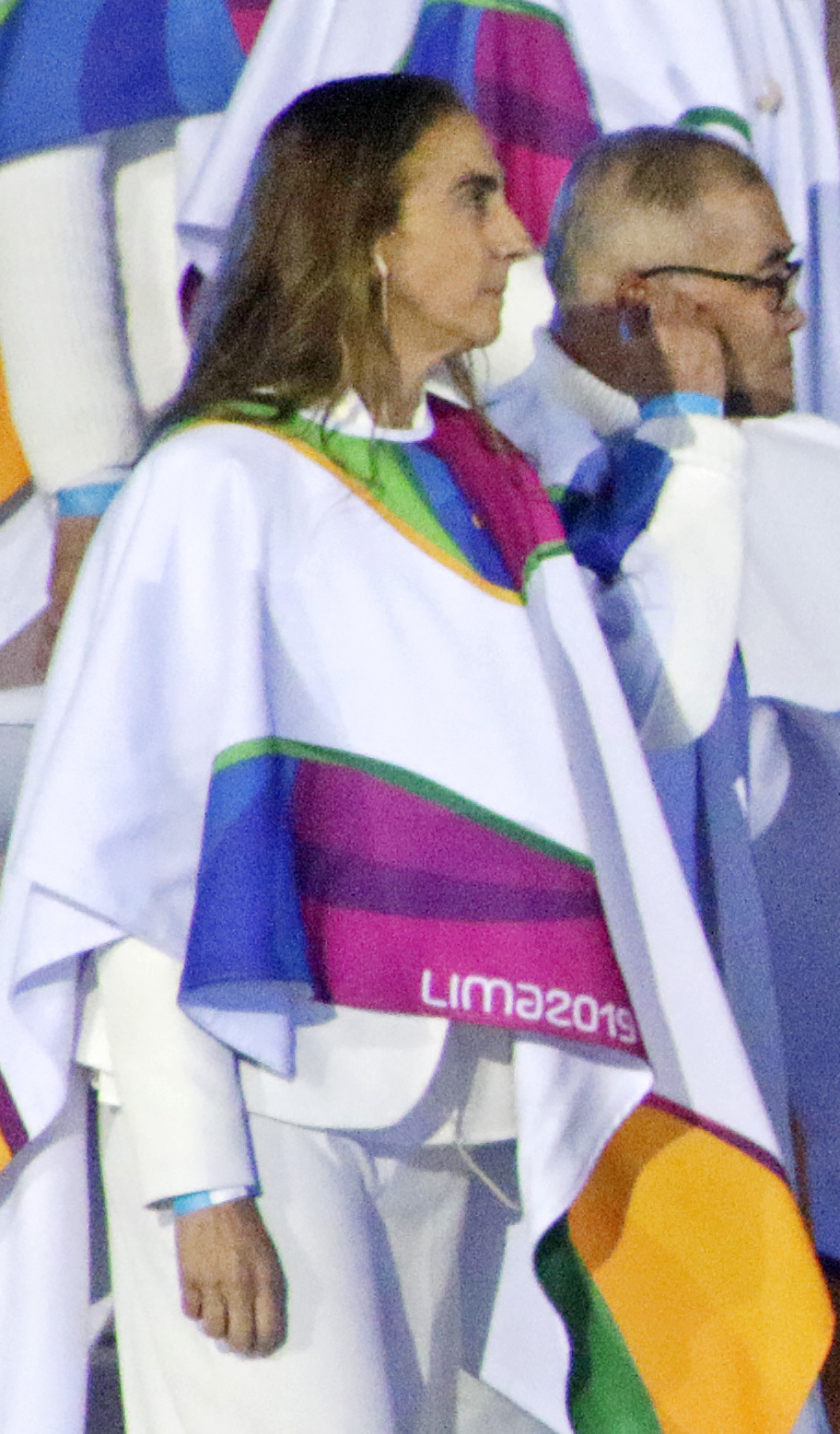
Natalia Málaga, fue jugadora y entrenadora de la selección femenina de voleibol del Perú.

Actualmente, se encuentra bajo la dirección técnica del brasileño Antonio Rizola. El entrenador surcoreano Man Bok Park dirigió a la Selección de Vóley de Perú en 5 de sus 7 presencias en los Juegos Olímpicos.

### Cuerpo técnico actual
- Director Técnico: Antonio Rizola
- Asistente Técnico: Marcello Bancardino
- Estadístico: Rusber Campos
- Preparador Físico: César Rivera
- Médico: Mauricio Tejada
- Fisioterapeuta: Daniel Canales

## Últimos y próximos partidos
|  | Fecha      | Estadio            | Ciudad                 | Local           |                 | Resultado              |                        | Visitante                                                | Competencia                                                |
|  | ---------- | ------------------ | ---------------------- | --------------- | --------------- | ---------------------- | ---------------------- | -------------------------------------------------------- | ---------------------------------------------------------- |
|  | 02/01/2019 |                    | Bandera de Puerto Rico | Perú            | Bandera de Perú | 1:3                    | Bandera de Puerto Rico | Puerto Rico                                              | Amistoso                                                   |
|  | 03/01/2019 |                    | Bandera de Puerto Rico | Perú            | Bandera de Perú | 0:3                    | Bandera de Puerto Rico | Puerto Rico                                              | Amistoso                                                   |
|  | 07/01/2020 | Coliseo El Salitre | Bogotá                 | Perú            | Bandera de Perú | 0:3                    | Bandera de Argentina   | Argentina                                                | Preolímpico Sudamericano                                   |
|  | 08/01/2020 | Coliseo El Salitre | Bogotá                 | Perú            | Bandera de Perú | 0:3                    | Bandera de Colombia    | Colombia                                                 | Preolímpico Sudamericano                                   |
|  | 09/01/2020 | Coliseo El Salitre | Bogotá                 | Perú            | Bandera de Perú | 0:3                    | Bandera de Venezuela   | Venezuela                                                | Preolímpico Sudamericano                                   |
|  | 14/10/2022 | Asunción           | Perú                   | Bandera de Perú | 3:2             | Bandera de Argentina   | Argentina              | Final XII Juegos Sudamericanos de Voleibol Femenino 2022 |                                                            |
|  | 01/6/2024  | Guatemala City     | Perú                   | Bandera de Perú | 0:3             | Bandera de Puerto Rico | Puerto Rico            | Guatemala                                                | Final I Copa Panamericana de Voleibol Femenino Sub-17 2024 |
|  | 20/8/2024  | Lima               | Perú                   | Bandera de Perú | 3:2             | Bandera de Argentina   | Argentina              | Perú                                                     | I Mundial Voleibol Femenino Sub-17 2024                    |
|  | 22/8/2024  | Lima               | Perú                   | Bandera de Perú | 0:0             | Bandera de Japón       | Japón                  | Perú                                                     | I Mundial Voleibol Femenino Sub-17 2024,cuartos de final   |

## Uniforme
- Uniforme titular: Camiseta blanca con una banda diagonal roja con nombres y números en negro, Short rojo con franjas horizontales blancas.
- Uniforme Secundario: Camiseta roja con una banda diagonal Blanca con nombres y números en blanco, Short rojo con franjas horizontales blancas.
- Uniforme alterno: Camiseta azul con una banda diagonal Blanca con nombres y números en rojo, Short azul con franjas horizontales blancas.

### Indumentaria
| Período | Proveedor    | Logotipo      |
| ------- | ------------ | ------------- |
|         | Walon        | [ 41 ] [ 42 ] |
|         | New Athletic | [ 43 ]        |

## Instalaciones deportivas
En la VIDENA cuenta con infraestructura techada de 3.956 metros cuadrados para el entrenamiento en distintas categorías del voleibol.